# Diofant de Siracusa
Diofant de Siracusa (en llatí Diophantus, en grec antic Διόφαντος) fou un filòsof pitagòric nascut a Siracusa que es creu que va escriure una obra sobre l'origen del món, mencionada per Teodoret.